# Фецени (Дамбовица)
Фецени (рум. Fețeni) насеље је у Румунији у округу Дамбовица у општини Ваља Маре. Oпштина се налази на надморској висини од 223 m.

## Становништво
Према подацима из 2002. године у насељу је живело 111 становника, од којих су сви румунске националности.